# Protection biologique intégrée

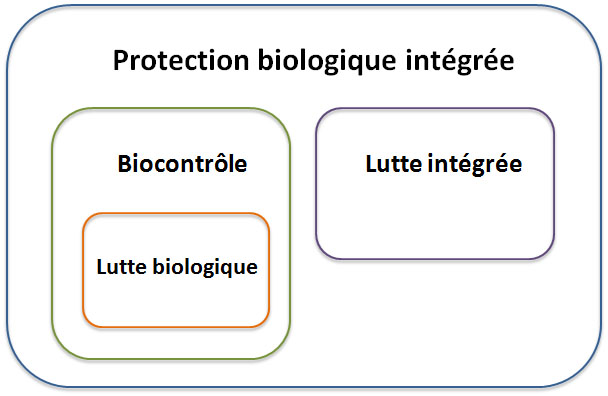
périmètre de la protection biologique intégrée

La protection biologique intégrée ou PBI recouvre à la fois d'une part le biocontrôle qui recouvre lui-même la lutte biologique et, d'autre part la lutte intégrée.
Sa mise en œuvre a été rendue obligatoire en Europe depuis le 1er janvier 2014

## Définition
La PBI ne vise pas l'éradication des ravageurs mais le maintien de leur population à un niveau acceptable par les utilisateurs en limitant au strict nécessaire le recours aux produits phytosanitaires.
C'est une démarche de protection combinant toutes les techniques disponibles issues de méthodes de contrôle, si possible biologique. Elle comprend : la prophylaxie, l'observation et le suivi des cultures, la lutte biologique, le biocontrôle, la lutte mécanique, l'aménagement de l’environnement, les pratiques culturales, les choix variétaux, les traitements chimiques compatibles… Elle utilise donc un ensemble de méthodes de luttes biologiques, biotechnologiques, chimiques, mécaniques, culturales, génétique (choix de variétés résistantes) respectueuse de l'environnement et de la santé des utilisateurs et du public. 